# مرآة التيار
مرآة التيار هي دائرة مصممة لنسخ التيار من خلال جهاز نشط واحد عن طريق التحكم في التيار في جهاز نشط آخر من الدائرة، مع الحفاظ على تيار الإخراج ثابتًا بغض النظر عن الحِمل. التيار الذي يتم "نسخه" يمكن أن يكون في بعض الأحيان تيار إشارة متغير. من الناحية النظرية، مرآة التيار المثالية هي ببساطة مضخم تيار مقلوب مثالي يعكس اتجاه التيار أيضًا، أو يمكن أن تتكون من مصدر تيار يتم التحكم فيه بواسطة تيار (CCCS). تُستخدم مرآة التيار لتوفير تيارات متحيزة وأحمال نشطة للدوائر. ويمكن استخدامه أيضًا لنمذجة مصدر تيار أكثر واقعية (نظرًا لعدم وجود مصادر تيار مثالية).
هناك ثلاث مواصفات رئيسية تميز المرآة الحالية. الأولى هو نسبة النقل (في حالة مضخم التيار) أو حجم تيار الخرج (في حالة مصدر تيار ثابت CCS). والثانية هي مقاومة خرج التيار المتردد، والتي تحدد مدى اختلاف تيار الخرج مع الجهد المطبق على المرآة. الثالثة هي الحد الأدنى لانخفاض الجهد عبر جزء الإخراج من المرآة الضروري لجعلها تعمل بشكل صحيح. يتم تحديد هذا الحد الأدنى من الجهد من خلال الحاجة إلى إبقاء ترانزستور الإخراج الخاص بالمرآة في الوضع النشط. يُطلق على نطاق الجهود الذي تعمل فيه المرآة اسم نطاق الامتثال ويسمى الجهد الذي يشير إلى الحدود بين السلوك الجيد والسيئ بجهد الامتثال. هناك أيضًا عدد من مشكلات الأداء الثانوية المتعلقة بالمرايا، على سبيل المثال، استقرار درجة الحرارة.

## تحويلات الدوائر لمرايا التيار

### الفكرة الأساسية

شكل 1: مرآة حالية يتم تنفيذها باستخدام ترانزستورات ثنائية القطب n–p–n باستخدام مقاوم لضبط التيار المرجعي V_{CC}; I_{REF} جهد موجب.

يمكن استخدام الترانزستور ثنائي القطب كأبسط محول من التيار إلى التيار، لكن نسبة النقل ستعتمد بشكل كبير على تغيرات درجة الحرارة، وتفاوتات {\displaystyle \beta }، وما إلى ذلك. للقضاء على هذه الاضطرابات غير المرغوب فيها، تتكون مرآة التيار من محولين متسلسلين من التيار إلى الجهد ثم من الجهد إلى التيار موضوعين في نفس الظروف ولهما خصائص عكسية. ليس من الضروري أن تكون خصائصهما خطية؛ الشرط الوحيد هو أن تكون متشابهة (على سبيل المثال، في مرآة تيار ترانزستور ثنائي القطب BJT أدناه، تكون لوغاريتمية وأسية). عادة، يتم استخدام محولين متطابقين ولكن يتم عكس خاصية الأول من خلال تطبيق تغذية سلبية. وبالتالي، تتكون مرآة التيار من محولين متساويين متتاليين (الأول - معكوس والثاني - مباشر).

### مرآة التيارموسفتالأساسية

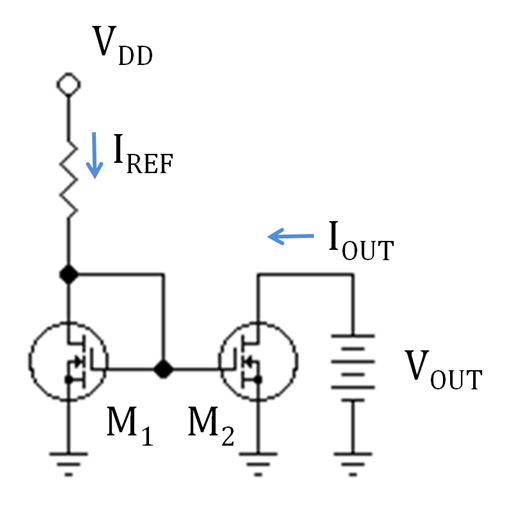
الشكل 2: مرآة تيار موسفت ذات قناة n مع مقاومة لضبط التيار المرجعي V_{DD} ;I_{REF} هو جهد موجب.

يمكن أيضًا تنفيذ مرآة التيار الأساسية باستخدام ترانزستورات موسفت، كما هو موضح في الشكل 2. يعمل الترانزستور M1 في وضع التشبع أو النشط، وكذلك M2. في هذا الإعداد، يرتبط تيار الخرج IOUT مباشرةً بـ IREF.
إن تيار مصب الموسفت ID عبارة عن دالة مكونة من فرق جهد المصدر والبوابة وفرق جهد المصب والبوابة للموسفت، وتعطى العلاقة الرياضية على الشكل التالي {\displaystyle I_{D}=f(V_{GS},V_{DG})}، وهي علاقة مشتقة من وظيفة جهاز الموسفت. في حالة الترانزستور M1 للمرآة، {\displaystyle I_{D}=I_{REF}}. إن تيار المرجع IREF هو تيار معروف، ويمكن توفيره بواسطة مقاومة كما هو موضح، أو بواسطة مصدر تيار "مرجع العتبة" أو "ذاتي التحيز" لضمان أنه ثابت، بغض النظر عن تغيرات جهد الإمداد.